# Danny Lewis
Danny Lewis (* 21. Juni 1970 in Kalamazoo, Michigan) ist ein gebürtiger US-amerikanischer ehemaliger Basketballspieler. Danny Lewis, der seit dem Jahr 2000 auch die britische Staatsbürgerschaft besitzt, ist der Neffe des früh verstorbenen Reggie Lewis, ehemals Spieler der Boston Celtics und NBA All-Star 1992.

## Karriere
Nach seiner Schulzeit studierte Lewis an der Wayne State University in Detroit in seinem heimatlichen US-Bundesstaat Michigan. Für die Hochschulmannschaft Warriors spielte er bis 1993 in der NCAA Division II. Nachdem er nach seiner Studienzeit keinen Profivertrag in einer besser dotierten US-Profiliga bekommen hatte, spielte er zunächst im grenznahen mexikanischen Hermosillo, bevor er 1994 nach London zu den Towers wechselte.
Mit den London Towers wurde Lewis in sechs Jahren zweimal Meister 1996 und 1999 der British Basketball League. Zudem wurde er in allen diesen Spielzeiten zum All-Star Game der britischen Liga eingeladen und am Saisonende bis auf seine erste Spielzeit immer unter die besten zehn Spieler der abgelaufenen Spielzeit gewählt. Beim zweiten Meisterschaftsgewinn 1999 war er zudem MVP des Finalturniers. In seiner letzten Spielzeit für die Towers gewann man 2000 zwar den Ligapokal BBL Trophy knapp gegen die Manchester Giants, verpasste aber das Meisterschaftsfinale gegen den gleichen Gegner und damit die Titelverteidigung durch eine Halbfinalniederlage. Nach sechs Jahren bei den London Towers erhielt Lewis 2000 einen britischen Pass, wodurch er infolge der Bosman-Entscheidung sein Glück auch in besser dotierten europäischen Ligen versuchte.
Nach zwei Spielzeiten in der israelischen Ligat ha’Al für Maccabi aus Ramat Gan war Lewis, der 2002 zum MVP der abgelaufenen Spielzeit in Israel gewählt worden war, zu Beginn der Saison 2002/03 für Idea Śląsk aus Breslau aktiv, bevor er im Dezember nach Russland zu Lokomotive aus Minwody wechselte. Bereits im März 2003 spielte er dann in der spanischen Liga ACB für CB Breogán im galicischen Lugo, für die er auch in der Spielzeit 2003/04 aktiv war. Für die Spielzeit 2004/05 kehrte er jedoch zu Lokomotive zurück, die mit der Mannschaft nach Rostow am Don umgezogen waren, und erreichte mit dieser Mannschaft das Finale der FIBA EuroCup Challenge. Nachdem Lewis seiner Mannschaft im Halbfinale noch zum Sieg über den nationalen Konkurrenten Dynamo Oblast Moskau verholfen hatte, blieb er bei der knappen Finalniederlage gegen den rumänischen Gastgeber CSU Asesoft Ploiești in fünf Minuten ohne nennenswerten Einfluss auf das Spielgeschehen.
In der Spielzeit 2005/06 kehrte Lewis wiederum im Januar 2006 nach Spanien zurück und spielte im baskischen San Sebastián für den Zweitligisten Bruesa GBC, der am Saisonende durch den Sieg in den Aufstieg-Play-offs in die erste Liga aufstieg. In der folgenden Spielzeit schloss sich Lewis dem bisherigen Ligakonkurrenten CB Alcúdia aus Las Palmas de Gran Canaria an und spielte eine weitere Saison in der Liga Española de Baloncesto. Diese schieden jedoch in den Play-offs am Saisonende in der ersten Runde aus.
Im Februar 2008 kam Lewis schließlich nach Gießen, wo er mit den dort ansässigen 46ers den Klassenerhalt in der deutschen Basketball-Bundesliga erreichte.